# Viagra Boys
Viagra Boys is een Zweedse post-punkband uit Stockholm.
De band werd opgericht in 2015, met verschillende leden afkomstig uit bestaande bands zoals Nine, Les Big Byrd, Pig Eyes, Nitad en Neu-Ronz. In 2018 brachten ze hun eerste album Street Worms uit. Nils Hansson van Dagens Nyheter beschreef de band positief, prees zowel hun muzikale stijl als hun gebruik van zwarte humor en satire, en beoordeelde het album met 5/5. Het tweede album van de band, Welfare Jazz, werd uitgebracht in januari 2021. In oktober 2021 overleed oprichter en gitarist Benjamin Vallé op 47-jarige leeftijd.
Hun derde album, Cave World, werd uitgebracht in juli 2022.

## Bezetting
- Sebastian Murphy - vocalist
- Oskar Carls - saxofonist, gitarist
- Henrik Höckert - bas
- Tor Sjödén - drums
- Elias Jungqvist - klavier
- Linus Hillborg - gitarist

## Discografie

### Albums
- Street Worms (2018, Year0001)
- Welfare Jazz (2021, Year0001)
- Cave World (2022, Year0001)
- Viagr Aboys (2025, Shrimptech Enterprises)

### Ep's
- Consistency of Energy (2016, Kosmos Recordings)
- Call of the Wild (2017, Push My Buttons)
- Common Sense (2020, Year0001)